# Levico Terme
Levico Terme is een gemeente in de Italiaanse provincie Trente (regio Trentino-Zuid-Tirol) en telt 7300 inwoners (31-12-2008). De oppervlakte bedraagt 62,9 km², de bevolkingsdichtheid is 107 inwoners per km².
De volgende frazioni maken deel uit van de gemeente: Santa Giuliana, Barco, Campiello, Vetriolo, Selva, Quaere.

## Demografie
Levico Terme telt ongeveer 2873 huishoudens. Het aantal inwoners steeg in de periode 1991-2001 met 11,3% volgens cijfers uit de tienjaarlijkse volkstellingen van ISTAT.
| Jaar | Inwoneraantal |
| ---- | ------------- |
| 1991 | 5683          |
| 2001 | 6325          |

## Geografie
De gemeente ligt op ongeveer 520 m boven zeeniveau.
Levico Terme grenst aan de volgende gemeenten: Frassilongo, Vignola-Falesina, Borgo Valsugana, Pergine Valsugana, Novaledo, Tenna, Asiago (VI), Caldonazzo, Luserna, Rotzo (VI).
Levico Terme is gelegen aan het naar haar vernoemde Meer van Levico.